# Wichelen
Wichelen är en kommun i Belgien.   Den ligger i provinsen Östflandern och regionen Flandern, i den centrala delen av landet, 30 km nordväst om huvudstaden Bryssel. Antalet invånare är 11 290.
Omgivningarna runt Wichelen är en mosaik av jordbruksmark och naturlig växtlighet. Runt Wichelen är det tätbefolkat, med 947 invånare per kvadratkilometer.